# Karin Alfredsson
Karin Alfredsson, född 9 juni 1953 i Lycksele, är en svensk journalist och författare.

## Biografi
Efter journalisthögskolan i Stockholm arbetade Karin Alfredsson som reporter på Aftonbladet. Därefter har hon bland annat varit chefredaktör för tidningen Journalisten, chef för Sveriges televisions morgonprogram, programchef på SVT Nord i Umeå samt gästprofessor i journalistik vid Umeå universitet. Hon har även varit programledare för Kalla fakta på TV4.. 
Mycket av Karin Alfredssons skrivande har ägnats kvinnofrågan. Hennes första bok, reportageboken Den man älskar agar man?, skildrar med bilder av Ulla Lemberg misshandel av kvinnor. 
Med den skönlitterära debuten 80 grader från Varmvattnet inledde hon en serie spänningsromaner, som med läkaren Ellen Elg som huvudperson skildrar kvinnors förhållanden i världen. Den första delen, belönad med Svenska Deckarakademins debutantdiplom, har centrum i södra Afrika, medan Kvinnorna på 10:e våningen utspelar sig i Hanoi. Klockan 21:37 skildrar sexuellt förtryck och katolsk reaktion i Polen. Boken väckte stor debatt i Polen, medan den bara fanns utgiven på svenska, med anledning av sin kritik mot katolskt abortmotstånd. Bok nummer fyra i serien, Den sjätte gudinnan, behandlar kvinnornas situation i Indien. Bok nummer fem, som kom ut i augusti 2011, heter Pojken i hiss 54 och utspelar sig i Pakistan och Dubai. Den nominerades till 2011 års bästa kriminalroman av Svenska Deckarakademin. En sjätte Ellen Elg-bok, En rysk gentleman, kom 2021. Böckerna om Ellen Elg har översatts till danska, holländska, polska och isländska.
2017 kom romanen "Skrik tyst så inte grannarna hör" som utspelar sig i biståndsmiljö i Zambia.
Deckaren "Sista färjan från Ystad" (2019) handlar om romansbedrägerier.
Trilogin (hittills), bestående av relationsromanerna "Vajlett och Rut" (2018), "Roger och Rebecka" (2020) och ”Valentin och Ketty” (2023), beskriver livet i en liten by i Västerbottens inland i början av 1950-talet, en by där pingstförsamlingen styr och kärlek mellan två kvinnor måste hållas absolut hemlig. 
Under 2010-2012 arbetade Alfredsson med projektet Cause of Death: Woman, som är en journalistisk granskning av våld mot kvinnor i tio länder. Från 1 maj 2012 till våren 2015 var Karin Alfredsson chef för We Effects verksamhet i södra Afrika: Malawi, Zambia, Zimbabwe och Moçambique.
Hon var gift med journalisten Janne Andersson från 1987 fram till hans död 2020.

## Priser och utmärkelser
- Debutant-diplomet 2006
- Centerkvinnornas utmärkelse Årets brytare 2010, för sitt arbete för att uppmärksamma kvinnors förhållanden